# Joaquim Barbosa
Joaquim Barbosa (Paracatu, Minas Gerais, 1954. október 7. –) brazil bíró. A legfelsőbb brazíliai bíróságok tagja volt. 2013-ban a Time magazin a világ 100 legbefolyásosabb embere közé választotta.